# アムハ・セラシエ1世
アムハ・セラシエ1世（アムハラ語: ቀዳማዊ አምሃ ሥላሴ, ラテン文字転写: Amha Selassie I, 1916年7月27日 - 1997年1月17日）は、エチオピア帝国の王族。ハイレ・セラシエ1世の息子として皇太子となり、その後、3回皇帝と宣言された。
1960年12月、父帝に対するクーデター未遂事件が発生し、その際に拘束されて皇帝の称号を名乗らされた。1974年のクーデターで父帝が退位させられた後、1974年9月12日に臨時軍事行政評議会（デルグ）が本人不在(In absentia)のまま彼を皇帝と宣言したが、本人はそれを正当なものと認めないまま、1975年3月12日にエチオピア王政が廃止された。亡命中の1989年4月8日に三度皇帝と宣言された。
即位後の全名は、His Imperial Majesty Emperor Amha Selassie I, Elect of God, Conquering Lion of the Tribe of Judah and King of Kings of Ethiopia（皇帝陛下アムハ・セラシエ1世、神の選帝、ユダ族の征服ライオン、エチオピア王の中の王）だった。

## 生涯
アスファ・ウォッセン・タファリ(Asfaw Wossen Tafari)として、1916年7月27日にハラールで生まれた。父は当時ハラール総督のデジャズマック・タファリ・マコンネン（後のエチオピア皇帝ハイレ・セラシエ1世）、母はメネン・アスファウだった。
1930年11月2日に父が皇帝に即位し、アスファ・ウォッセンは皇太子となった。皇太子にはメリダズマックの称号とウォロ州を与えられ、自身の領地として統治することになった。彼は皇帝ヨハンネス4世のひ孫であるウォレテ・イスラエル・セヨウム王女と結婚し、イジガエフ皇女を授かった。1936年にイタリアがエチオピアに侵攻し、皇太子夫妻は他の皇族とともに亡命した。ウォレテとは1938年頃に別居し、最終的に1941年に離婚した。

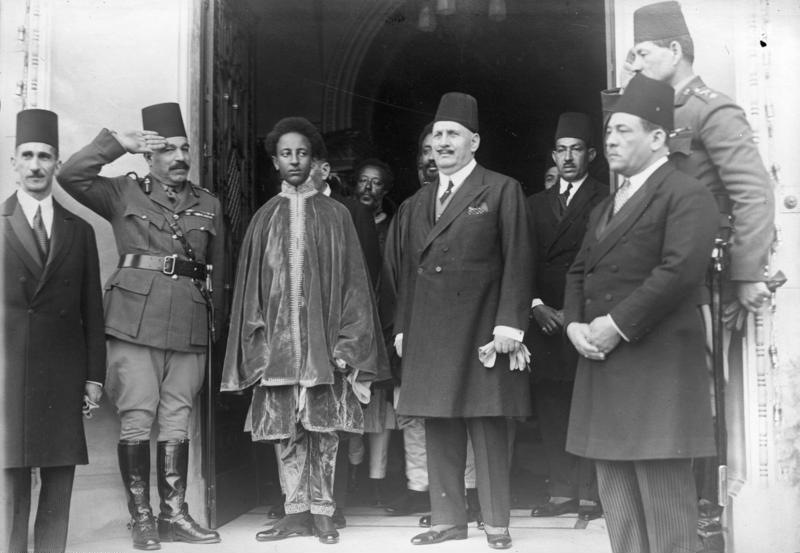
アスファ・ウォッセン皇太子（中央左）とエジプト王フアード1世（1931年）

1941年に皇帝ハイレ・セラシエが復位し、皇太子はエチオピアに戻った。そして、イタリア軍がエチオピアで最後に保持していたゴンダールからのイタリア軍の掃討作戦に参加した。皇太子はベゲムデル州とティグライ州の臨時知事を務めたこともあったが、その間もずっとウォロ州を保持していた。彼はメドフェリアッシュワーク・アベベ王女と再婚し、マリアム・センナ王女、セヒン・アゼベ王女、シフラーシュ・ビズ王女、ゼラ・ヤコブ王子をもうけた。
皇帝がブラジルを訪問中の1960年12月13日夜、陸軍近衛部隊司令官メンギストゥ・ニューエイが弟のゲルマム・ニューエイとともにクーデターを起こし、政権を掌握した。クーデターの指導者たちは皇太子アスファ・ウォッセンを王宮に拘束し、翌朝、首都の大部分の支配権を確保した後、皇太子に「父の代わりに帝位を受け入れ、改革政府を樹立する」ことを宣言する声明をラジオで発表させた。しかし、アスラテ・カッサ王子と参謀長マレド・マンゲシャ少将が率いる正規軍が、翌日にクーデターを制圧し、エチオピア正教会のアブナ・バシリオス総主教も、反乱軍に協力した人々を破門すると表明した。12月15日に市内で戦闘が勃発し、反乱軍はアディスアベバから掃討された。反乱軍は退却前に政府要人の多くを虐殺し、王宮でも人質となった貴族たちが虐殺された。皇帝はエチオピアに戻り、12月17日に首都に入った。皇太子は、クーデター中の行動は反乱軍に強要されたものだったと説明したが、皇太子は以前から自由主義的な見解を示していたため、クーデターに加担したのではないかと常に疑われていた。一方、皇太子の妻のメドフェリアッシュワーク・アベベは、クーデターに対抗する役割を果たしたとされている。
1972年末、56歳になった皇太子は重篤な脳梗塞を患い、ロンドンやスイスで治療を受けた。皇太子には妻と娘たちが同行した。脳卒中のために半身不随になり、歩くことができなくなり、言葉にも影響が出た。皇太子の余命が短い可能性があるとして、当時オックスフォード大学の学生だった息子のゼラ・ヤコブ王子が皇太子代行と推定相続人に任命された。

## 短い治世と亡命
皇太子がまだ国外にいる1974年9月12日、陸軍がクーデターを起こし、父帝ハイレ・セラシエを拘束し、皇帝から強制的に退位させた。ハイレ・セラシエは退位の署名もせず、皇帝としての地位の放棄もしなかった。クーデターの首謀者たちは臨時軍事行政評議会（デルグ）を発足させた。デルグはスイスで治療中の皇太子アスファ・ウォッセンを、「皇帝」ではなく「国王」に任命すると宣言した。これは、アスファ・ウォッセンを立憲君主とすることを意図したものである。名目上は、1974年9月12日の父の強制退位から1975年3月12日の帝政廃止までの6か月間、アスファ・ウォッセンはエチオピア国王であった。しかし、皇太子はその称号を認めることはなく、父の退位も受け入れなかった。
クーデターが発生した際、アスファ・ウォッセンは治療のためにエチオピア国外にいたが、以降も生涯エチオピアに戻ることはなかった。アスファ・ウォッセンはロンドンのエチオピア大使館に、まもなくロンドンに移住すると通告した。大使館はデルグに、アスファ・ウォッセンがロンドンに到着した際、国家元首（国王）として迎えるべきか、皇太子として迎えるべきかの指示を求めた。デルグは、アスファ・ウォッセンはエチオピアの一市民として迎えられるべきであり、彼やその家族を皇族として扱うべきではないと回答した。デルグはその後まもなく1975年3月に帝政を廃止した。アスファ・ウォッセンはロンドンに定住した。国外脱出に成功した他の元皇族もロンドンに拠点を置いていた。革命当時エチオピアにいた他の皇族は投獄され、その中にはアスファ・ウォッセンの父である皇帝ハイレ・セラシエ、最初の妻との娘であるイジガエフ王女、妹のテナグネワーク王女、甥、姪、親戚、義理の親戚が含まれていた。1975年に父ハイレ・セラシエ、1977年1月に娘のイジガエフ王女が拘留中に死亡した。元皇族が最後に解放されたのは1989年のことである。
1974年11月に新政府が皇室の元幹部ら61人を虐殺した際、アスファ・ウォッセンはBBCの放送を通じて強い糾弾を発した。その声明は「皇太子アスファ・ウォッセン」の名で発表されたもので、自分を父の代わりに君主とするというデルグの宣言を認めないとするものだった。彼は亡命中も皇太子の称号を使い続けた。
1989年4月8日、アスファ・ウォッセンはロンドンの自宅で、亡命中のエチオピア人コミュニティのメンバーによって、「アムハ・セラシエ1世」の名で「エチオピア亡命皇帝」に推戴された。彼の妻も「皇后」の称号を使うようになった。皇位継承は、父が退位した1974年9月12日ではなく、ハイレ・セラシエが亡くなった1975年8月27日からとした。これは、デルグ政権が正当または合法的なものとして行った行為を拒否するものだった。
皇帝即位を宣言した1年後、亡命中の皇帝と皇后は、アメリカ合衆国バージニア州マクリーンに移住した。ワシントンD.C.とその周辺にエチオピア移民が多く住んでいるためである。
1991年、エチオピアでデルグ政権が崩壊し、エチオピア人民革命民主戦線(EPRDF)が政権を握ると、アムハ・セラシエは、エチオピアの君主制回復を推進するために「モア・アンベッサ君主運動」を立ち上げ、帰国の意向を表明した。しかし、ハイレ・セラシエの遺骨の発掘の後、ハイレ・セラシエのために計画されていた葬儀のあり方を巡って、皇室と新政権の間で紛争が勃発した。新政権はハイレ・セラシエの国葬を拒否したため、葬儀とアムハ・セラシエの帰国は無期限に延期された。

## 死去
アムハ・セラシエは、長い闘病生活の末、1997年1月17日にアメリカ・バージニア州で80歳で亡くなった。1972年に患った脳卒中は、完全には治癒していなかった。
当時、息子のゼラ・ヤコブはロンドンに住んでいた。しかし、アメリカで行う葬儀の喪主をするためにビザを申請したところ、それを拒否された。2度目の申請をした際には、もう二度と申請しないようにと言われたという。ロンドンのアメリカ大使館の広報担当者デニス・ウルフは、ゼラ・ヤコブがイギリスに住居を構えているにもかかわらず、米国外に居住地があることを当局に説得できなかったと説明した。
その後、アムハ・セラシエの遺体はエチオピアに空輸され、アディスアベバの至聖三者大聖堂の皇族用の墓地に、総主教アブネ・パウロスによる葬儀により埋葬された。